# Дактилографи (филм)
„Дактилографи“ је југословенски филм из 1965. године. Режирао га је Здравко Шотра, а сценарио је писао Мари Шизгал.

## Улоге
| Глумац                     | Улога   |
| -------------------------- | ------- |
| Рада Ђуричин               | Силвија |
| Властимир Ђуза Стојиљковић | Пол     |